# Lamposaari (ö i Södra Karelen, Villmanstrand, lat 61,26, long 27,52)
Lamposaari är en ö i Finland. Den ligger i sjön Kuolimo och i kommunen Savitaipale i den ekonomiska regionen  Villmanstrands ekonomiska region  och landskapet Södra Karelen, i den södra delen av landet, 180 km nordost om huvudstaden Helsingfors. Öns area är 1,25 kvadratkilometer och dess största längd är 1,8 kilometer i sydöst-nordvästlig riktning.